# 맥아서 FC
맥아서 FC는 호주의 프로 축구단으로 시드니 남서부를 연고지로 하고 있으며 현재 A리그에 참여하고 있다.

## 선수 명단

### 현역
참고: FIFA 자격 규정에 따라 소속된 국가대표팀 국기를 표시합니다. 선수는 복수의 FIFA 비회원국 국적을 가지고 있을 수 있습니다.
| 번호 | 포지션 | 국적 | 이름        |
| ---- | ------ | ---- | ----------- |
| 12   | GK     |      | 필립 쿠르토 |

| 번호 | 포지션 | 국적       | 이름        |
| ---- | ------ | ---------- | ----------- |
| -    | MF     | 크로아티아 | 시메 그르잔 |

## 역대 감독
| 감독          | 임기        |
| ------------- | ----------- |
| 드와이트 요크 | 2022 ~ 2023 |

틀:맥아서 FC 선수 명단